# 以色列装甲部队纪念馆
装甲军团纪念馆（希伯來語：‎）是以色列的官方阵亡士兵纪念馆，以及世界上最多样化的坦克博物馆。1982年12月14日，以色列开始建造装甲军团纪念馆。建造这个纪念馆是提高装甲兵的积极性。

## 画廊

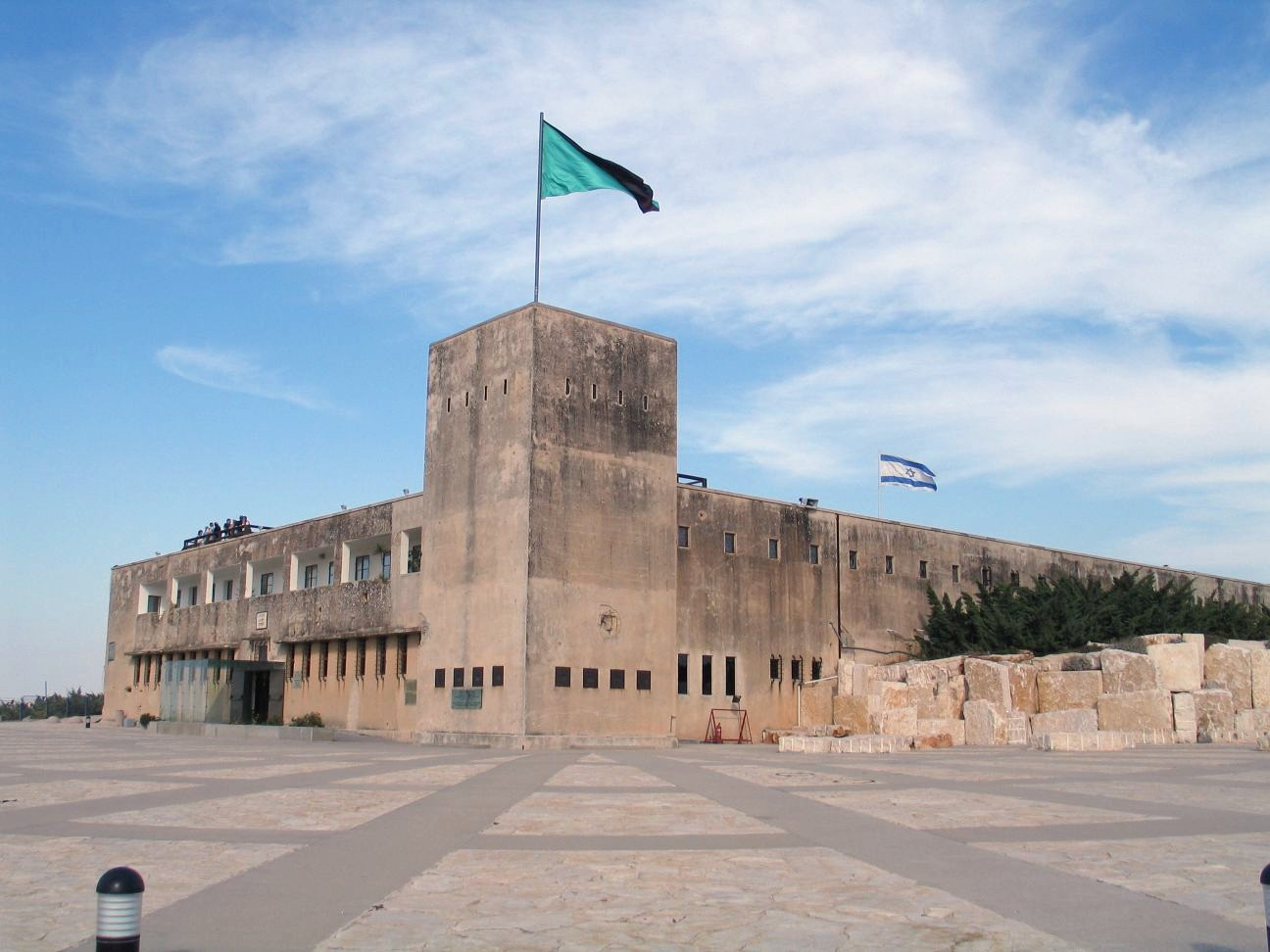
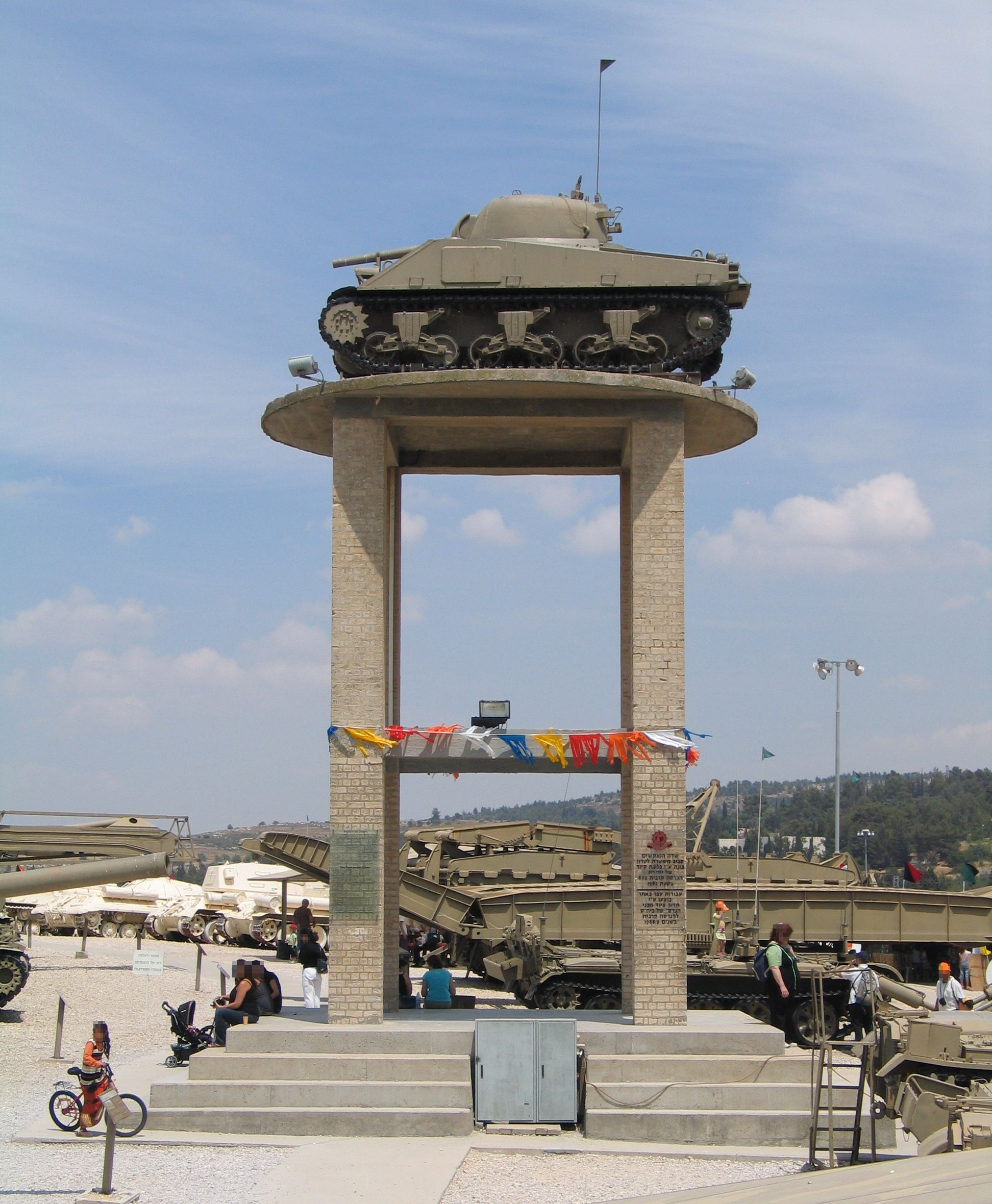
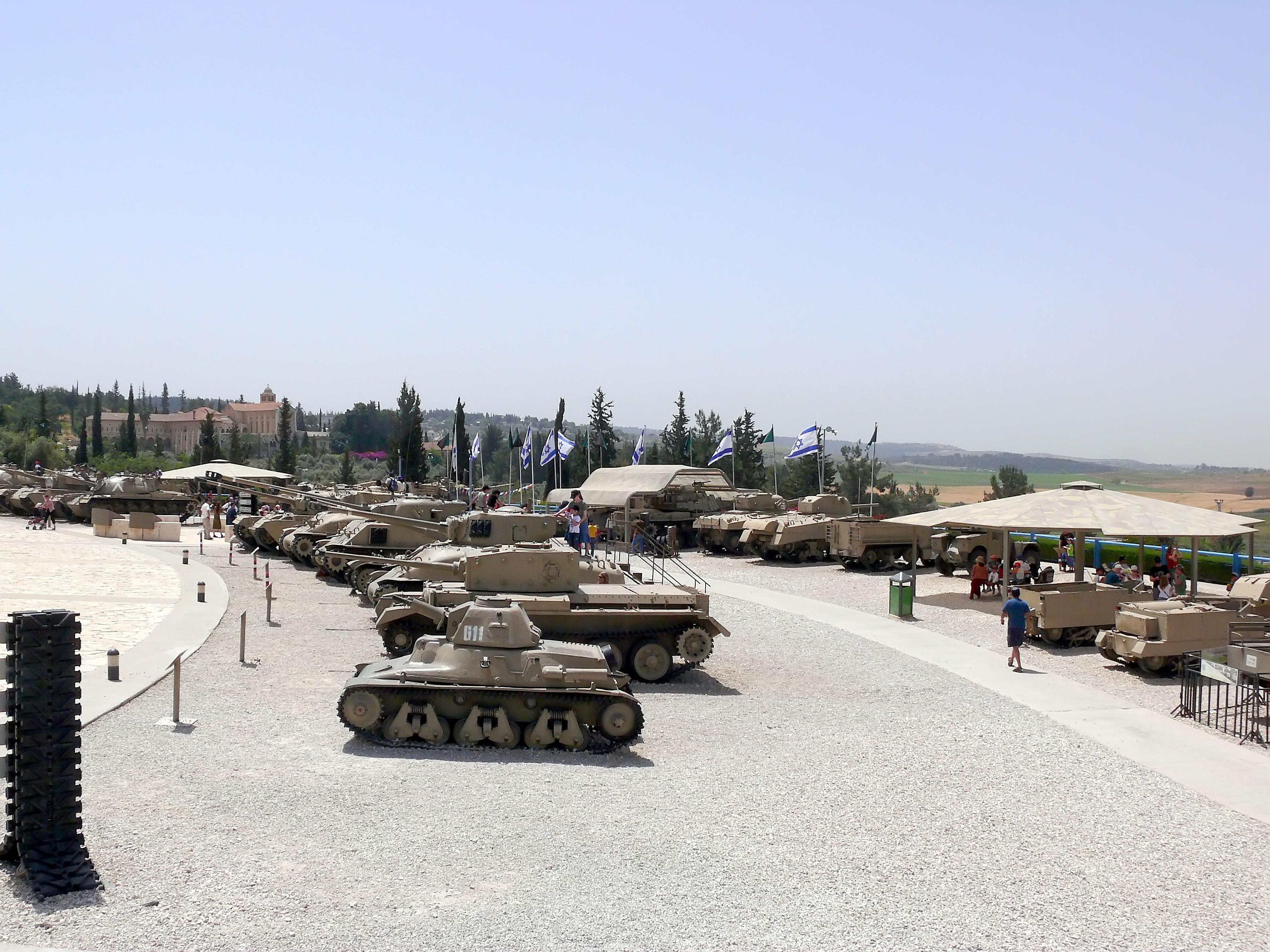
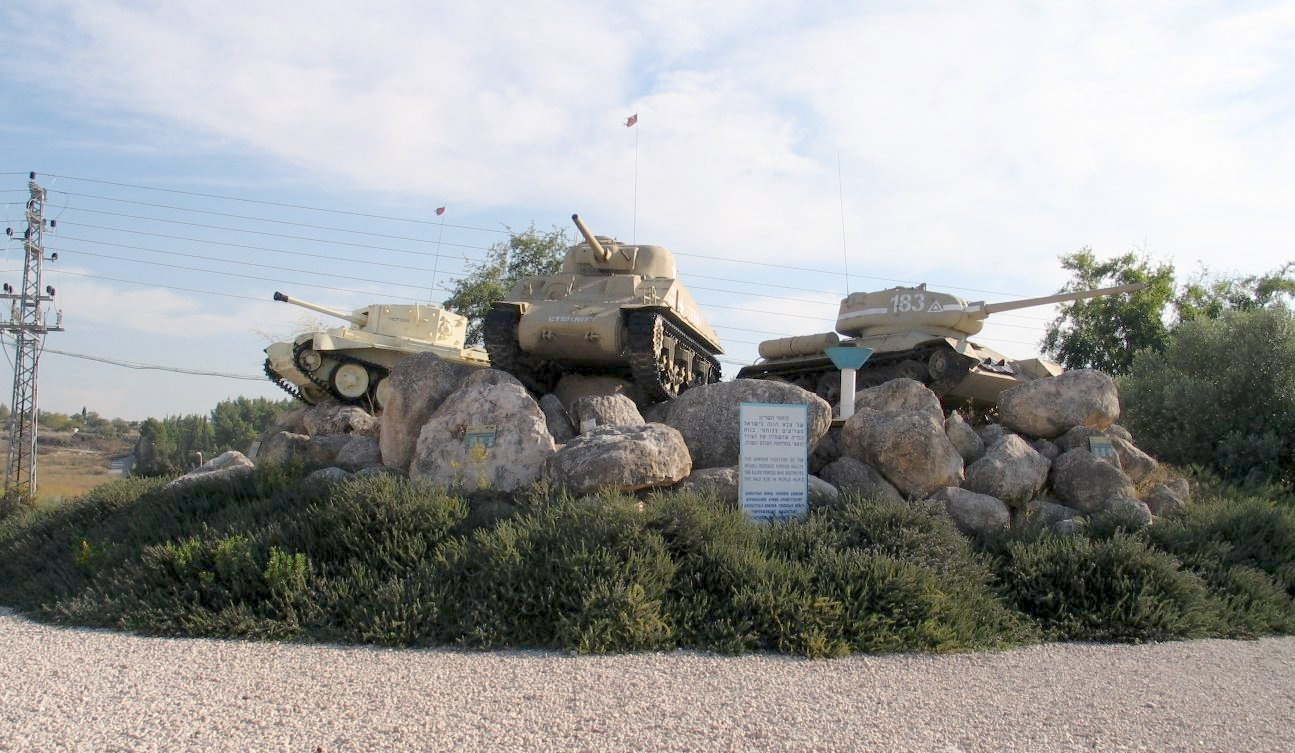

## 外部連結
- Yad LaShiryon - 以色列装甲部队纪念馆

31°50′17″N 34°58′49.5″E / 31.83806°N 34.980417°E